# Grønhovedet dværgpapegøje
Grønhovedet dværgpapegøje (latin: Agapornis swindernianus) er en dværgpapegøje, der findes i Afrika i Liberia, Cameroun, Gabon, Zaire og Uganda. 

## Fangenskab
Denne art findes ikke under beskyttede forhold. Det er kun lykkedes få mennesker i fuglens hjemland at holde den i live i kort tid. Ved import er der ingen der har overlevet karantæneperioden. 

## Underarter
Der findes tre underarter:
- Agapornis swindernianus swindernianus
- A. s. zenkeri
- A. s. emini